# Coronel Mollinedo

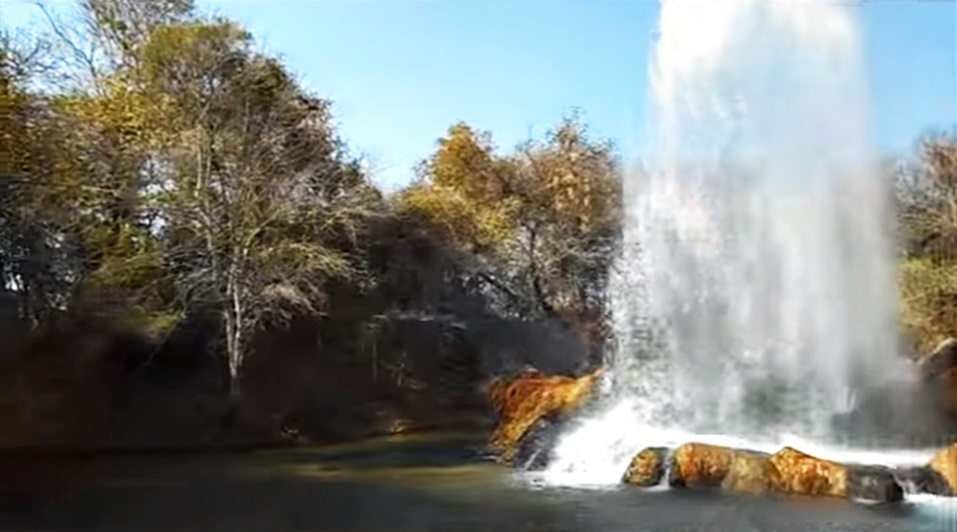
Géiser de Coronel Mollinedo en Salta

Coronel Mollinedo es una localidad en el Departamento Anta, provincia de Salta, noroeste de Argentina.
Lleva su nombre en homenaje al coronel Eusebio Martínez de Mollinedo, héroe de la guerra de la independencia argentina y especialmente de la guerra gaucha.

## Población
Contaba con 981 habitantes (Indec, 2001), lo que representa un incremento del 19% frente a los 825 habitantes (Indec, 1991) del censo anterior.

## Turismo

### El Surgente
A a tan solo 15 km al noroeste del pueblo de Coronel Mollinedo se encuentra un géiser de aguas termales, cuyo chorro alcanza en oportunidades hasta 20 metros de altura. Está situado en una finca privada y la gente del lugar lo conoce como el Surgente. Para llegar a él se deben recorren caminos de tierra consolidados, pasar por varias tranqueras y cruzar el Río Dorado hasta la finca Las Lanzas, donde se encuentra el famoso chorro.
Esta fuente termal que emite una columna de agua caliente y vapor al aire es un fenómeno inusual: existen muy poco de ellos, cerca de unos 1000 alrededor del planeta, de los cuales casi la mitad están ubicados en el parque nacional de Yellowstone, en Estados Unidos. La actividad de los géiseres es causada por el contacto entre el agua superficial y rocas calientes debido al magma ubicado subterráneamente. El agua calentada regresa a la superficie a través de rocas porosas, fracturadas y de canales en la misma tierra. Los géiseres se diferencian de las demás fuentes termales por su estructura subterránea; muchos consisten en una pequeña abertura a la superficie conectada con uno o más tubos subterráneos que se conectan con las reservas de agua, mostrando de esta manera la eyección del líquido elemento a la superficie. Esta maravilla natural de Salta, poco conocida, se encuentra entre los poco géiseres que hay en el mundo. Existen otros en el espacio exterior, por ejemplo en Tritón, satélite de Neptuno, que expulsa nitrógeno líquido, y en Encélado, satélite de Saturno.

### Sismicidad
La sismicidad del área de Salta es frecuente y de intensidad baja, y un silencio sísmico de terremotos medios a graves cada 40 años.
- Sismo de 1930: aunque dicha actividad geológica catastrófica, ocurre desde épocas prehistóricas, el terremoto del 24 de diciembre de 1930 (94 años),[6] señaló un hito importante dentro de la historia de eventos sísmicos jujeños, con 6,4 Richter. Pero nada cambió extremando cuidados y/o restringiendo códigos de construcción.[5]
- Sismo de 1948: el 25 de agosto de 1948 (76 años) con 7,0 Richter, el cual destruyó edificaciones y abrió numerosas grietas en inmensas zonas[6][5]
- Sismo de 2010: el 27 de febrero de 2010 (15 años) con 6,1 Richter